# Barringer (cráter)
Barringer es un cráter de impacto que se encuentra en el hemisferio sur de la cara oculta de la Luna. Se inserta en el borde norte-noreste del cráter Apolo, y se encuentra al sureste del cráter Plummer. Al sur de Barringer, en el suelo de la cuenca de Apolo, se encuentra el cráter Scobee.

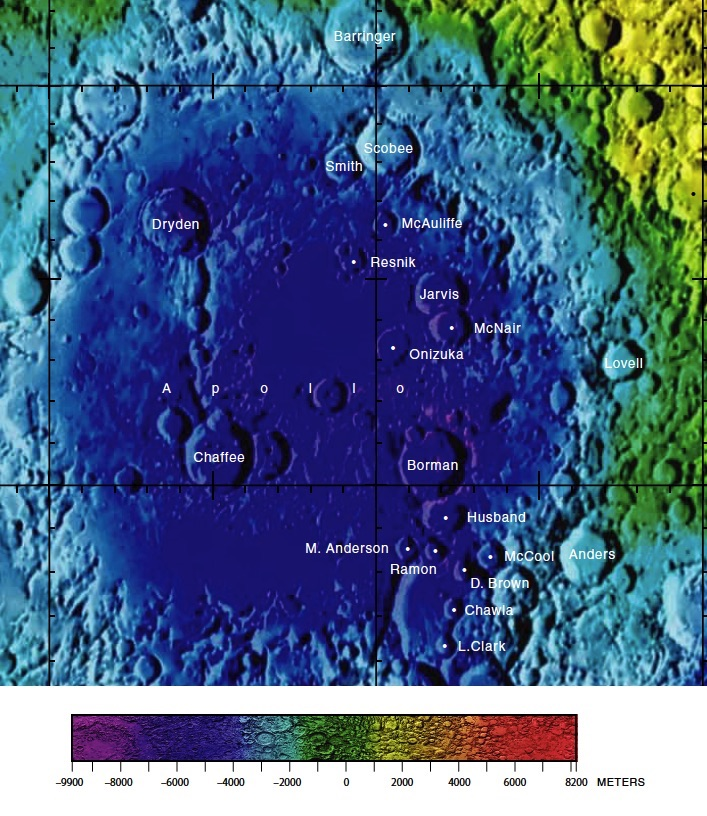
Localización de Barringer (centro del borde superior) en la cara oculta de la luna

El cráter es de forma más o menos circular, con una ligera protuberancia hacia el exterior a lo largo del borde occidental. Una rampa exterior está formada por el material expulsado, desbordando ligeramente sobre el suelo de la cuenca de Apolo. El resto del contorno se encuentra en un terreno irregular y rugoso. En el punto medio se localiza una formación con el pico central y un par de pequeños cráteres a ambos lados (este y oeste). El suelo restante es relativamente plano al norte y algo más irregular hacia el sur.

## Cráteres satélite

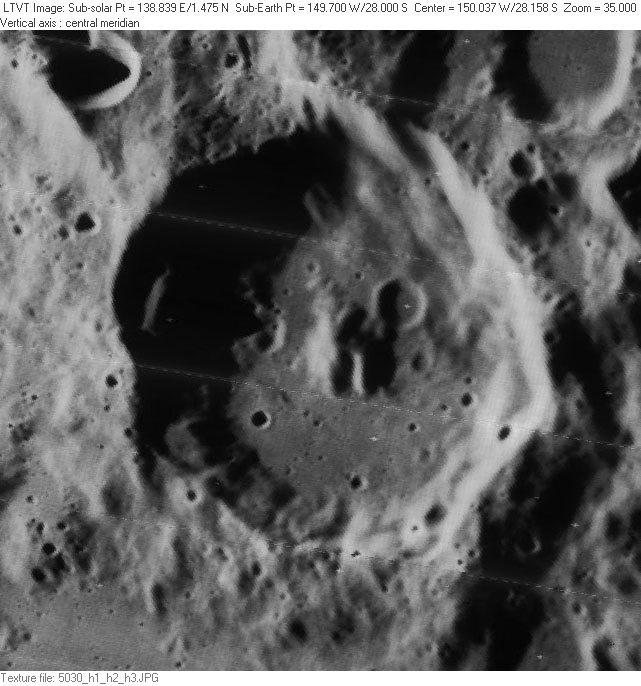
Imagen de la misión Lunar Orbiter 5

Por convención estos elementos son identificados en los mapas lunares poniendo la letra en el lado del punto medio del cráter que está más cerca de Barringer.
|           | \| Barringer \| Coordenadas \| Diámetro \| \| --------- \| -------------------------------- \| -------- \| \| C \| 26°30′S 148°48′O / -26.5, -148.8 \| 19 km \| \| Z \| 25°00′S 150°18′O / -25.0, -150.3 \| 24 km \| |          |
| Barringer | Coordenadas | Diámetro |
| C         | 26°30′S 148°48′O / -26.5, -148.8 | 19 km    |
| Z         | 25°00′S 150°18′O / -25.0, -150.3 | 24 km    |

Los siguientes cráteres han sido renombrados por la IAU:
- Barringer-L (véase cráter Scobee).
- Barringer-M (véase cráter Smith).